# 不意打ち
『不意打ち』（ふいうち）は、宮村優子の3枚目のアルバム。1997年9月22日、ビクターエンタテインメントより発売された。

## 解説
- 1stアルバム『ケンカ番長』以来約1年3ヶ月ぶりとなるオリジナルアルバム（途中に『スペースケンカ番長』のリリースはあったが、企画ミニアルバムのためカウントせず）。
- 5thシングル「平成偉人伝」とカップリングの「だいじょうぶの笑顔」、6thシングル「KANON」を収録。また、1曲目「Pi・Pi・Pi」がラジオ番組『宮村優子の直球で行こう!』のテーマソングとして後にシングルカットされた。
- 3rdシングル「くるみパン」とそのカップリング「そんなKISSじゃ許さない」、及び「KANON」のカップリング「One Summer Day」は未収録となった。
- タイトルの「不意打ち」とは「不意を突かれる程ロマンティックな楽曲ばかりだから」との意味合いから取られている。
- 2025年5月25日、デビュー30周年を記念して配信限定アルバムとして再リリースされた。なお、版権の都合上3曲目の「SKINDO-LE-LE」と9曲目「彼と彼女のソネット」は配信ではカットされている。

## 収録曲
| #   | タイトル                                  | 作詞                                             | 作曲                                  | 編曲       | 時間 |
| --- | ----------------------------------------- | ------------------------------------------------ | ------------------------------------- | ---------- | ---- |
| 1.  | 「Pi・Pi・Pi」                            | 高井健                                           | Love Palette                          | 米光亮     | 4:38 |
| 2.  | 「平成偉人伝」                            | 青島雪男                                         | 関口和之（from サザンオールスターズ） | 髙浪敬太郎 | 4:48 |
| 3.  | 「SKINDO-LE-LE」                          | Claudio Amaral                                   | Jay Anthony Wagner                    | 保刈久明   | 5:08 |
| 4.  | 「らくだ」                                | Love Palette                                     | Love Palette                          | 周防義和   | 4:54 |
| 5.  | 「ピアノ」                                | Love Palette                                     | Love Palette                          | 保刈久明   | 4:35 |
| 6.  | 「G.G.」                                  | 及川眠子                                         | 蓜島邦明                              | 蓜島邦明   | 4:30 |
| 7.  | 「Un Nicodeme II～まぬけなおじさん～」    | 北田かおる                                       | 鈴木慶一                              | 鈴木慶一   | 4:18 |
| 8.  | 「Heart Crown〜こころのかんむり〜」       | 蓜島邦明                                         | 蓜島邦明                              | 蓜島邦明   | 5:37 |
| 9.  | 「彼と彼女のソネット〜T'en va pas〜」     | Regis Wargnier Cathrine Cohen 日本語詞：大貫妙子 | Romano Musrmarra                      | 保刈久明   | 4:30 |
| 10. | 「ハワイ旅情」                            | みやむらゆうこ                                   | 周防義和                              | 周防義和   | 4:35 |
| 11. | 「KANON」                                 | 濵田理恵                                         | Johann Pachelbel （補作曲：濵田理恵） | 濵田理恵   | 5:06 |
| 12. | 「いちばん大好き（24th Summer Version）」 | 泉水敏郎                                         | Love Palette                          | 村山達哉   | 4:49 |
| 13. | 「だいじょうぶの笑顔（Album version）」   | Love Palette                                     | Love Palette                          | 安部隆雄   | 4:33 |

## 参加ミュージシャン
| Pi・Pi・Pi - Synthesizer Programming,Operation,Keyboards＆Guitars：米光亮 - Flute：Jake H.Conception - Background Vocal：宮村優子 - Chorus：木戸やすひろ・広谷順子 平成偉人伝 - Synthesizer Programming：髙浪敬太郎 - Drums：熊倉隆 - E.Bass：中原信雄 - Guitars：CHiBUN - Keyboards：久米大作 - Chorus：髙浪敬太郎・斎藤誠 SKINDO-LE-LE - Synthesizer Programming：保刈久明 - Synthesizer Operator：坂元俊介 - E.Bass：宗秀治 - Sax：渕野繁雄 - Mouth Percussion：新居昭乃 らくだ - Synthesizer Operation：横内丙午 - A.Piano：島健 - Conducted：熊谷弘 - Strings：桑野聖ストリングス - Trombone：松本治 - Clarinet：山本拓夫 - Accordion：風間文彦 - Latin Percussion：菅原裕紀 - Percussion：三沢泉・藤井珠緒 - Background Vocal：宮村優子 ピアノ - Synthesizer Programming,Keyboards＆A.Piano：保刈久明 - Synthesizer Operator：坂元俊介 - E.Bass：宗秀治 - Chorus：新居昭乃 G.G. - Synthesizer Programming：蓜島邦明・矢田部正 - Synthesizer Operator：矢田部正 - Chorus：山口めぐみ Un Nicodeme II～まぬけなおじさん～ - Synthesizer Programming：鈴木慶一 - Synthesizer Operation：土岐幸男 - Guitar：星川薫 | Heart Crown〜こころのかんむり〜 - Synthesizer Programming：蓜島邦明 - Synthesizer Operator：矢田部正 - Chorus：蓜島邦明・宮村優子 - Words：宮村優子 彼と彼女のソネット〜T'en va pas〜 - Synthesizer Programming＆Guitars：保刈久明 - Synthesizer Operator：坂元俊介 - E.Bass：宗秀治 - Chorus：堀越信泰 ハワイ旅情 - Synthesizer Operation：横内丙午 - A.Piano：島健 - Clarinet：山本拓夫 - Percussion：三沢泉・藤井珠緒 - Ukulele：田代耕一郎 - Banduria：周防義和 KANON - Synthesizer Programming＆Keyboards：濵田理恵 - Synthesizer Operator：辻伸夫 - Strings：桑野聖ストリングス - Chorus：新居昭乃・濵田理恵 いちばん大好き（24th Summer Version） - Conducted：村山達哉 - Strings：金原千恵子ストリングス - Flute：高桑英也・小林美香 - Harp：朝川朋之 - Chorus：宮村優子 だいじょうぶの笑顔（Album version） - Drums：宮田繁男 - E.Bass：安部隆雄 - A.Guitar：保刈久明 - Pedal Steel Guitar：駒沢裕城 - Keyboards＆Piano：福田裕彦 - Trombone＆Tuba：関島岳郎 - Percussion：山口とも - Background Vocal：吉田泰三・安部隆雄・宮村優子 - Chorus：宮村優子 |

## 楽曲解説
1. Pi・Pi・Pi
タイトルの「Pi・Pi・Pi」とは目覚まし時計が鳴る音、日曜日の朝のルーティンがテーマになっている。後に宮村がパーソナリティーを務めるラジオ番組『宮村優子の直球で行こう!』のテーマソングとしてシングルカットされた（カップリングは同番組内でON AIRされたラジオドラマ「悪霊狩り～ゴーストハント～」主題歌「街や森や月へ」（アルバム未収録））。
2. 平成偉人伝
5thシングル。ラジオ番組『宮村優子の直球で行こう!』テーマソング及び代々木アニメーション学院ラジオCFソング。
3. SKINDO-LE-LE
原曲は1980年にアメリカ・サンフランシスコ出身のバンド・Viva Brasilが発表した、同名楽曲のカバー。日本では1982年に阿川泰子がカバーしている。原詞はもちろん英語詞だが今作でも英語詞のままカバーされている。
4. らくだ
タイトルのらくだとは動物のラクダのことではなく、「楽になりたい」「楽に生きたい」という意味。
5. ピアノ
心の揺らぎとすれ違いと執着、そして切なさが交差する繊細な恋愛がテーマとなっており、二人の距離は近いはずなのに言葉にならない距離感そしてその間にある間にある一台のピアノがただひたすらに鳴り響くと言う切ない恋愛観となっている。
6. G.G.
タイトルの「G.G.」のジプシーガール（Gypsy Girl）の略。灼熱の風が吹き荒れる砂漠を彷徨うジプシーの少女が主人公の世界観。
7. Un Nicodeme II～まぬけなおじさん～
作曲・編曲はムーンライダーズの鈴木慶一が担当している。
8. Heart Crown〜こころのかんむり〜
ところどころに宮村自身による語りが挿入されている、実験的楽曲。作詞・作曲・編曲すべて音楽家の蓜島邦明が担当。
9. 彼と彼女のソネット〜T'en va pas〜
1986年にフランスの歌手・エルザ・ランギーニが歌っていた楽曲「哀しみのアダージョ」のカバー。日本では1987年に原田知世がカバーしており、原田盤にはシンガーソングライターの大貫妙子が日本語の歌詞を乗せて提供している。今作のカバーも原田盤の楽曲をベースにしている。
10. ハワイ旅情
今作では唯一の宮村自身の作詞。ハワイに行きたいという、ただ一つの目的のために福引の抽選会に挑戦するが、白い玉（つまりハズレ）が出て、ポケットティッシュをもらうという結果に終わる。
11. KANON
バロック時代のドイツの作曲家・ヨハン＝パッヘルベル作曲による室内楽曲「3つのヴァイオリンと通奏低音のためのカノンとジーグ ニ長調」（パッヘルベルのカノンと呼ばれる）に日本語の歌詞をつけてカバーしたもの。今作リリースから先行して6thシングルとして先行してカットされた。
12. いちばん大好き（24th Summer Version）
1996年にリリースされたCD『ラジオじゃ聴けないぼくマリWARS!! ― ～とにかく聴いてバビョーン!』に収録されていた「いちばん大好き～終わる夏のフレイヴァー～」が原曲（編曲は保刈久明）。今作ではコンセプトに合わせてオーケストラアレンジにて収録されている。24th Summerとは当時宮村が24歳の夏だったことから取られている。
13. だいじょうぶの笑顔（Album version）
5thシングル「平成偉人伝」カップリング楽曲、今作ではイントロにエレキギターソロを追加した音源で収録されている。編曲はかつてロックバンド・BARBEE BOYSでベースを担当していた安部隆雄（通称：安部王子）が担当した。なお、1998年12月にリリースされたベストアルバム『めっちゃベスト』でも今作の音源で収録。シングルのカップリングではあるが宮村出演によるプロモーションビデオも製作されている。